# Marek Grinberg
Marek Grinberg (ur. 27 kwietnia 1952 w Toruniu, zm. 27 czerwca 2020) – polski fizyk, prof. dr hab.

## Życiorys
Syn Adama i Jadwigi. W latach 1975–1976 oraz od 1984 pracownik Instytutu Fizyki Uniwersytetu Mikołaja Kopernika, od 1986 doktor, od 1986 adiunkt Zakładu Optoelektroniki Instytutu Fizyki UMK. 27 listopada 1995 habilitował się na podstawie pracy zatytułowanej Procesy promieniste i bezpromieniste w wybranych metalach przejściowych w matrycy krystalicznej. 17 maja 2006 nadano mu tytuł profesora w zakresie nauk fizycznych. Pracował w Instytucie Fizyki na Wydziale Fizyki, Astronomii i Informatyki Stosowanej Uniwersytetu Mikołaja Kopernika w Toruniu.
Był zatrudniony na stanowisku profesora w Instytucie Fizyki Doświadczalnej na Wydziale Matematyki, Fizyki i Informatyki Uniwersytetu Gdańskiego, oraz członka Komitetu Fizyki na III Wydziale Nauk Ścisłych i Nauk o Ziemi Polskiej Akademii Nauk.
W latach 1972–1974 członek PZPR, z której został dyscyplinarnie wydalony.
Pochowany na cmentarzu Oliwskim (Kolumbarium VIII-A-14).

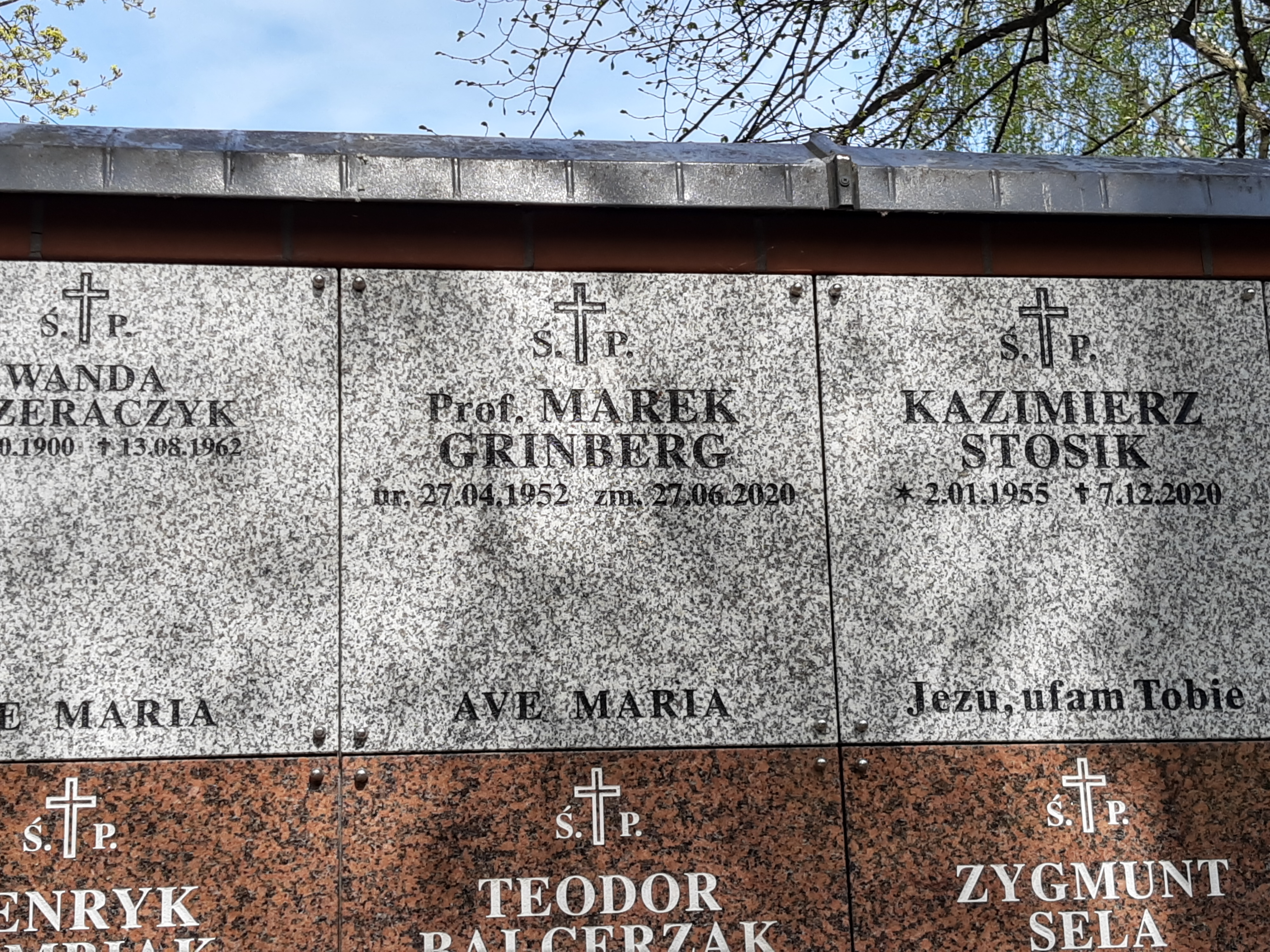
Grób prof. Marka Grinberga na cmentarzu Oliwskim